# Krossener Busch
Krossener Busch este o arie protejată (arie specială de conservare — SAC, sit de importanță comunitară — SCI) din Germania întinsă pe o suprafață de 60,71 ha, integral pe uscat.

## Localizare
Centrul sitului Krossener Busch este situat la coordonatele 51°55′05″N 13°37′02″E / 51.9181°N 13.6172°E.

## Înființare
Situl Krossener Busch a fost declarat sit de importanță comunitară în septembrie 2000 pentru a proteja 6 specii de animale. Situl a fost protejat și ca arie specială de conservare în iunie 2002.

## Biodiversitate
Situată în ecoregiunea continentală, aria protejată conține 6 habitate naturale: Lacuri eutrofice naturale cu vegetație de tip Magnopotamion sau Hydrocharition, Cursuri de apă de la nivel de câmpie la nivel montan, cu vegetație Ranunculion fluitantis și Callitricho-Batrachion, Păduri de stejar sau de stejar și carpen sub-atlantice și medio-europene de Carpinion betuli, Păduri acidofile de stejar bătrân cu Quercus robur pe câmpii nisipoase, Mlaștini împădurite, Păduri aluvionare cu Alnus glutinosa și Fraxinus excelsior (Alno-Padion, Alnion incanae, Salicion albae).
La baza desemnării sitului se află mai multe specii protejate:
- păsări (4): lăcar mare (Acrocephalus arundinaceus), ciocănitoarea de stejar (Dendrocopos medius), presură de grădină (Emberiza hortulana), Grus grus grus
- mamifere (1): vidră de râu (Lutra lutra)
- nevertebrate (1): libelule (Leucorrhinia pectoralis)

Pe lângă speciile protejate, pe teritoriul sitului au mai fost identificate 2 specii de amfibieni, 2 specii de mamifere, 2 specii de pești, 1 specie de reptile.